# William Glackens

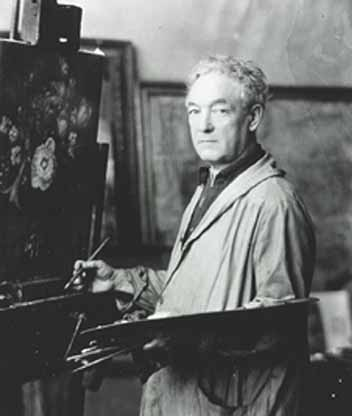
William Glackens aan het werk

William James Glackens (Philadelphia, 13 maart 1870 in Pennsylvania - Westport, Connecticut, 22 mei 1938) was een Amerikaans kunstschilder. Hij was lid van de Ashcan School, die zich kenmerkte door een modern-realistische stijl. In Glackens werk bleef echter ook de invloed van het impressionisme herkenbaar, in zijn latere jaren vooral van Auguste Renoir.

## Leven en werk

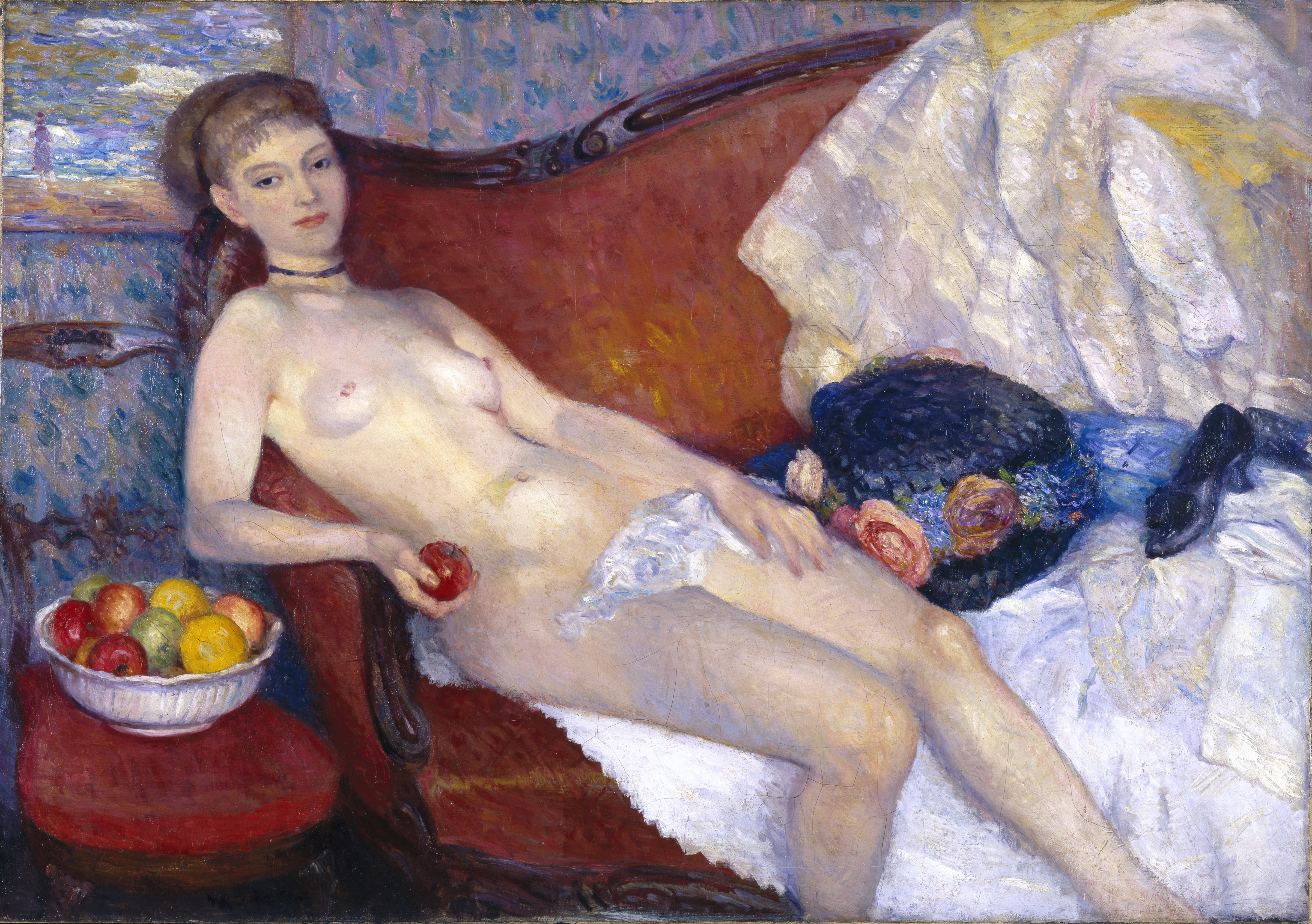
Nude with Apple, Brooklyn Museum, 1910, Glackens bekendste werk, beïnvloed door Manet

Glackens studeerde aan de Pennsylvania Academy of the Fine Arts, onder meer bij Robert Henri, en werkte vervolgens als illustrator bij de Philadelphia Press. In 1895 reisde hij met zijn leermeester Henri en zijn vriend John French Sloan naar Europa. Hij bestudeerde daar eerst de Hollandse meesters in Nederland en reisde vervolgens door naar Parijs, waar hij onder de indruk raakte van het werk van James McNeill Whistler, maar ook van de impressionisten. Terug in Amerika schilderde hij veel landschappen in een door het impressionisme beïnvloede stijl. Na 1904, toen hij schilderes Edith Dimock huwde en zich in New York vestigde, begon hij zich steeds meer toe te leggen op genrewerken en stadsgezichten. Ook maakte hij portretten en stillevens.
In 1908 sloot Glackens zich aan bij de Ashcan School, ook wel 'The Eight' genoemd, samen met Robert Henri, Arthur B. Davies, Maurice Prendergast, Ernest Lawson, Everett Shinn, John French Sloan en George Luks. De leden van de Ashcan School braken met de academische tradities maar ook met het impressionisme, en groeiden uiteindelijk uit tot de voorlopers van het Amerikaans Realisme. Ook Glackens' stijl ontwikkelde zich in die periode nadrukkelijk in de richting van het realisme, hoewel de invloed van met name Édouard Manet nog steeds herkenbaar bleef. Tussen 1908 en 1910 organiseerden de leden van de Ashcan School diverse spraakmakende exposities in New York, waaraan ook Glackens deelnam. In 1913 exposeerde hij enkele werken op de Armory Show.
Na 1910 keerde Glackens weer naar het het impressionisme en schilderde veel werken in een coloristische stijl die sterk doet denken aan Auguste Renoir. Hij werd ook wel de 'Amerikaanse Renoir' genoemd. Het verwijderde hem uiteindelijk inhoudelijk steeds meer van de andere schilders van de Ashcan School, waarbinnen hij eigenlijk altijd al een buitenbeentje was geweest. Hij reisde nog diverse malen naar Frankrijk en bestudeerde daar met name het werk van de postimpressionisten, meer in het bijzonder de schilders van Les Nabis, wier invloeden op zijn latere werk duidelijk herkenbaar zijn.
Glackens overleed in 1938, 68 jaar oud. Veel van zijn werk bevindt zich in het Museum of Art Fort Lauderdale, maar bijvoorbeeld ook in het Art Institute of Chicagoen in het Brooklyn Museum en het Metropolitan Museum of Art in New York. In het Metropolitan Museum of Art vond in 2010 een grote overzichtstentoonstelling van zijn werk plaats.

## Galerij

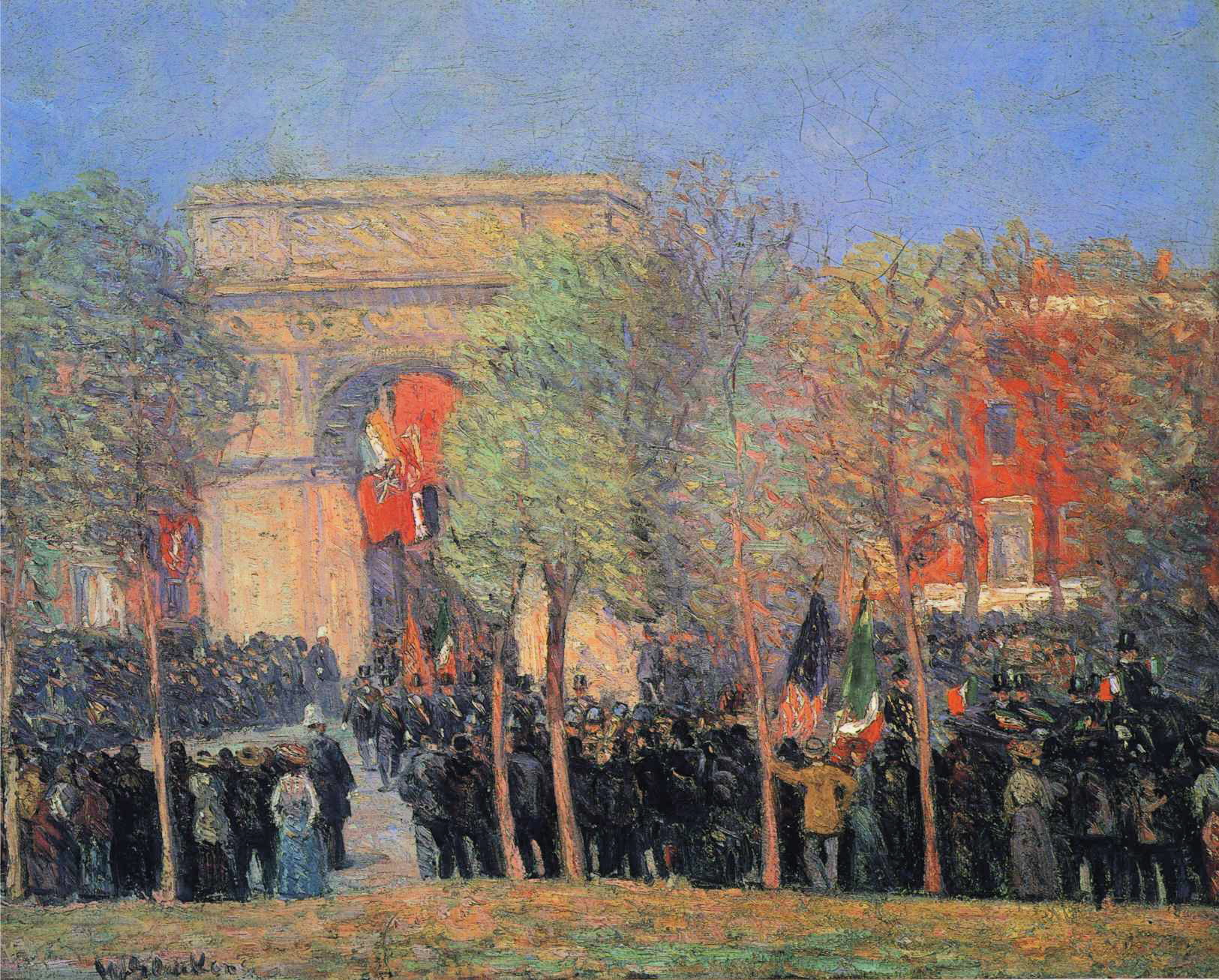
Italo-American Celebration, Washington Square
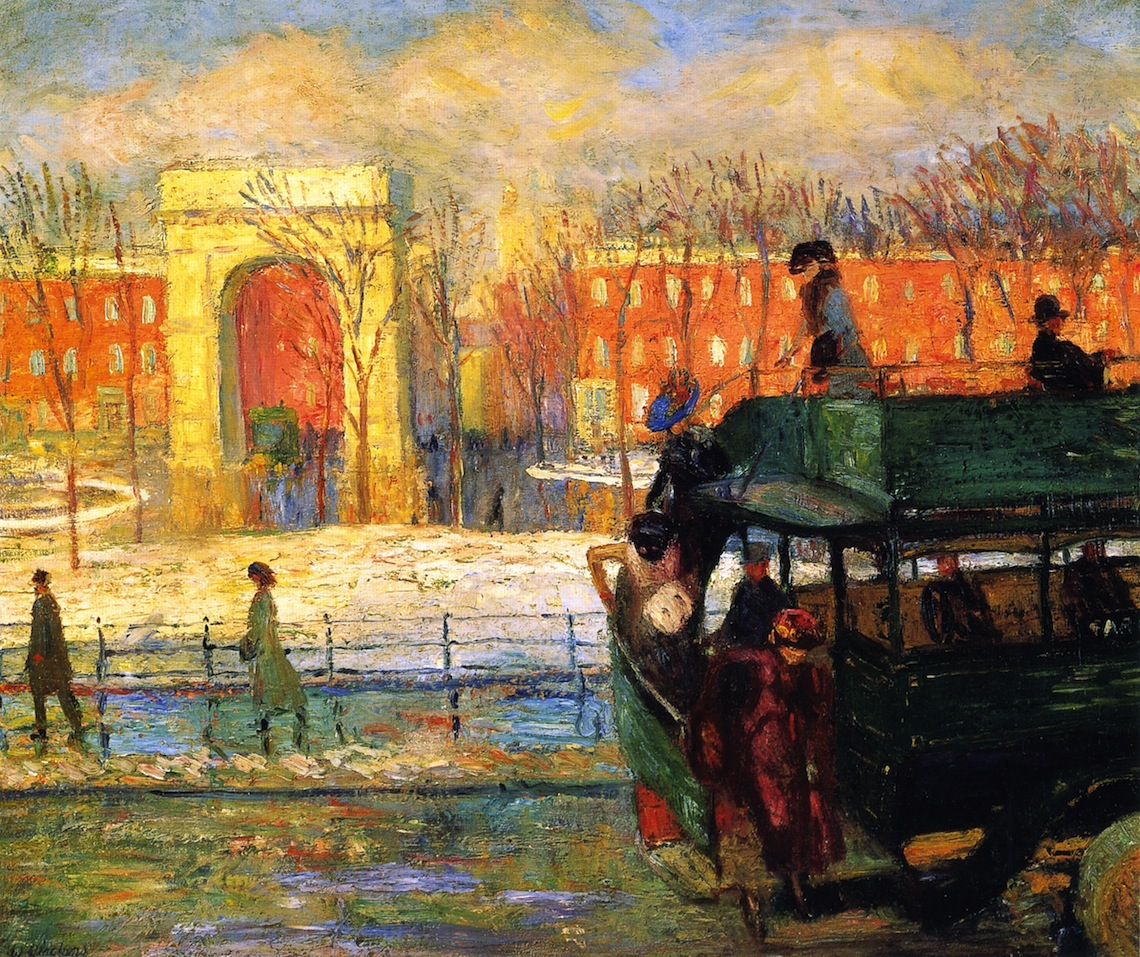
Descending from the Bus
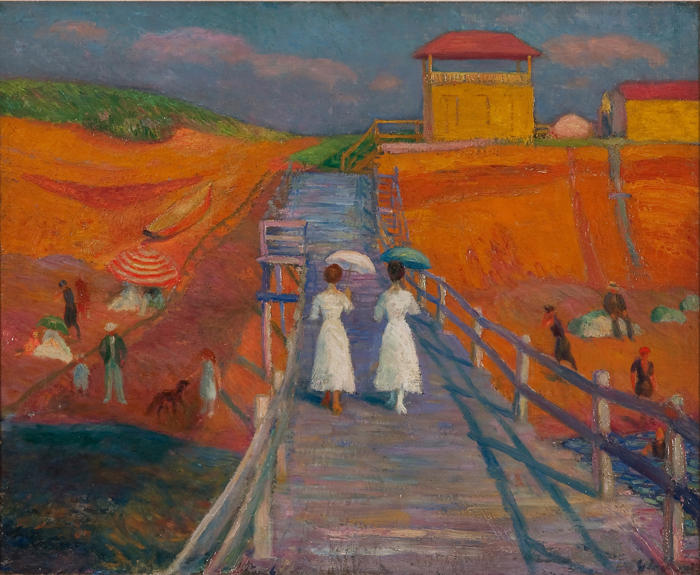
Cape Cod Pier
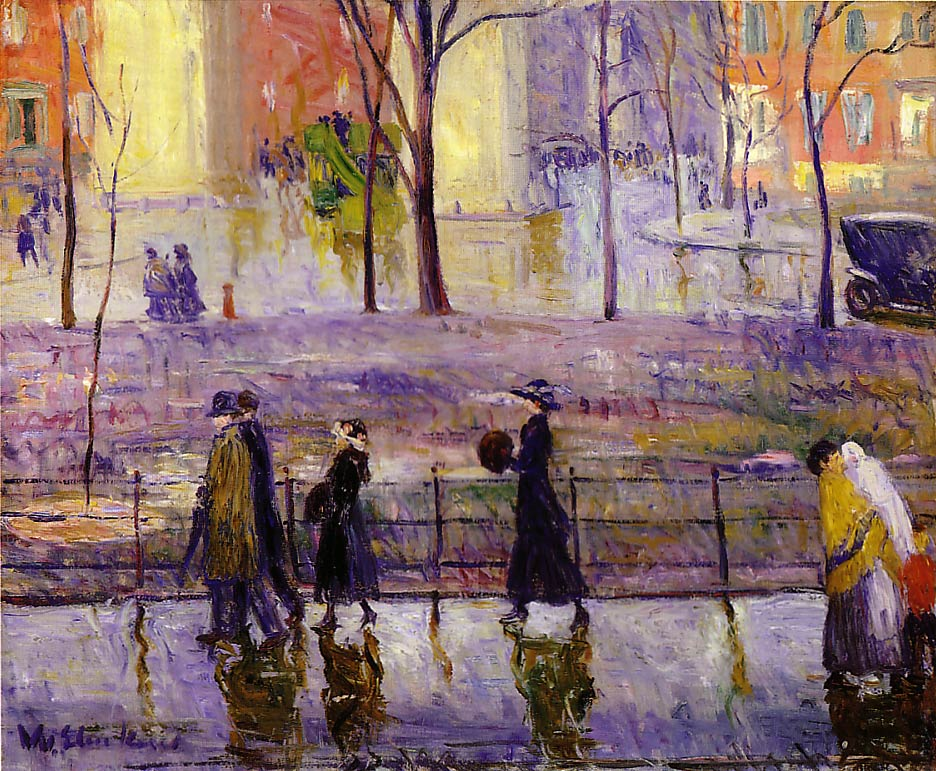
March Day Washington Park
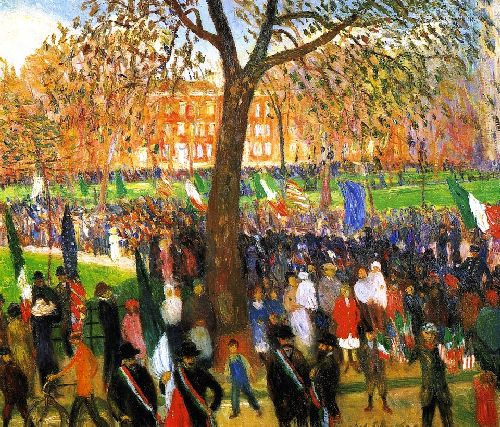
Parade
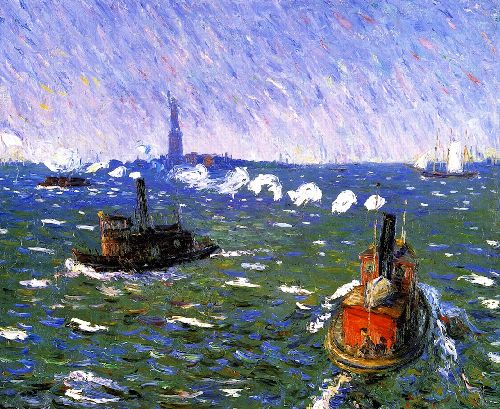
Breezy Day Tugboats, New York Harbor
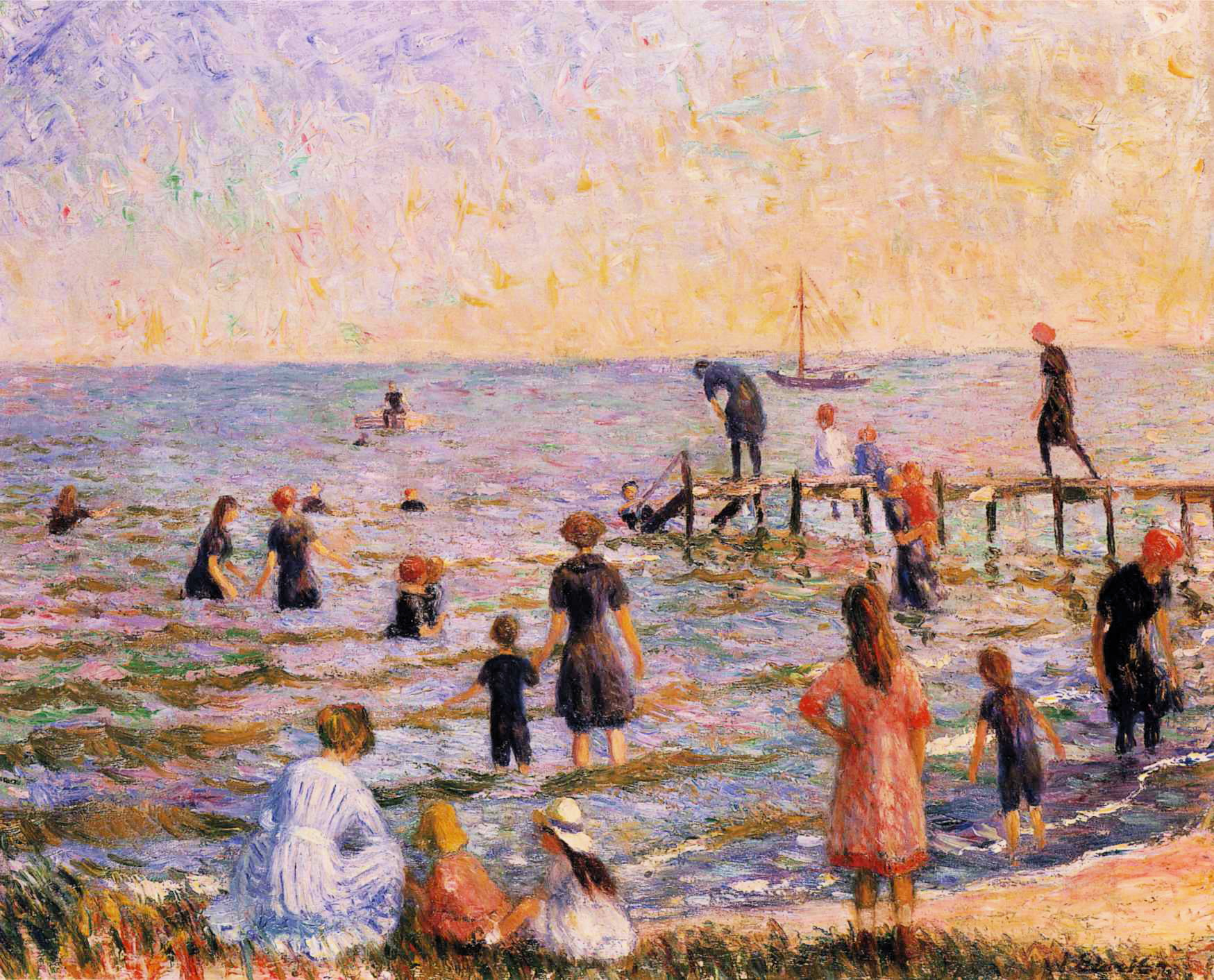
Bathing at Bellport
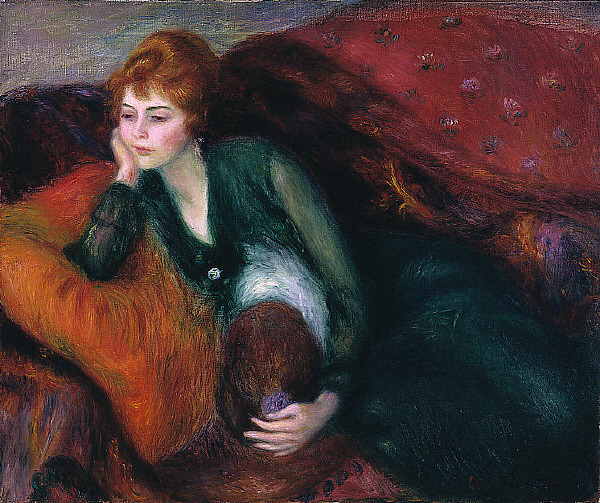
Young Woman in Green, met herkenbare invloed van Whistler
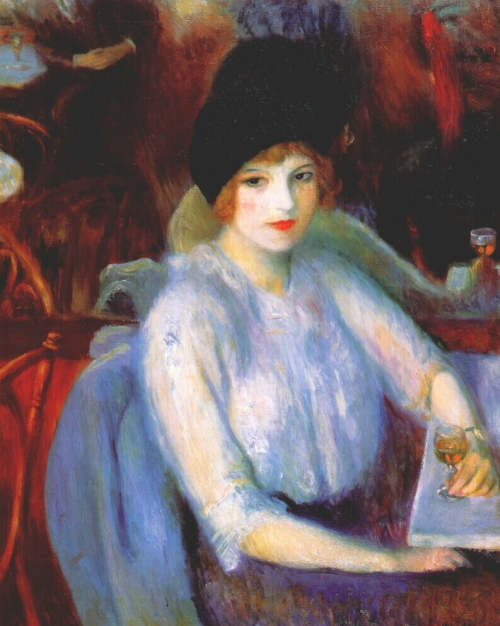
Cafe Lafayette (Kay Laurel), met herkenbare invloed van Renoir
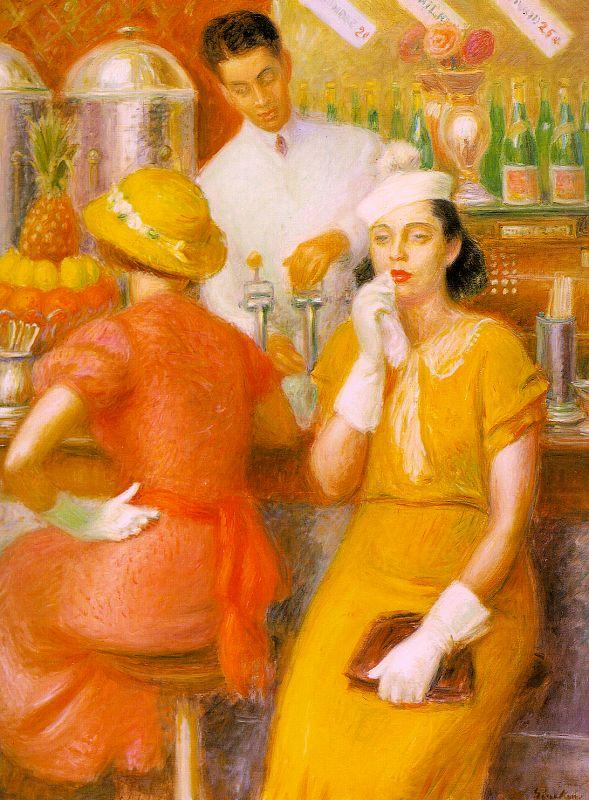
The Soda Fountain, uit de realistische Ashcan-periode